# Strada statale 414 di Montecalvo Irpino
La ex strada statale 414 di Montecalvo Irpino (SS 414), ora strada provinciale ex SS 414 di Montecalvo Irpino (SP ex SS 414), è una strada provinciale italiana che collega i centri abitati della parte settentrionale della provincia di Avellino.

## Percorso
L'arteria ha inizio nel territorio del comune di Ariano Irpino, distaccandosi dal tracciato originario della strada statale 90 delle Puglie. Dopo aver aggirato la piccola valle entro cui sorge il santuario della Madonna di Valleluogo, la strada oltrepassa il bivio per Apice-Sant'Arcangelo Trimonte per giungere quindi nel centro abitato di Montecalvo Irpino. Superato poi l'incrocio per Corsano, la via discende con una serie di tornanti verso la valle del Miscano, ove è ubicata la stazione di Montecalvo-Buonalbergo-Casalbore (ormai ridotta a semplice posto di movimento). Dopo aver varcato il fiume Miscano tramite un lungo ponte, la strada giunge infine nei pressi di Casalbore ove termina il suo percorso confluendo nella strada statale 90 bis delle Puglie.
In seguito al decreto legislativo n. 112 del 1998, dal 17 ottobre 2001 la gestione è passata dall'ANAS alla regione Campania, che nella stessa data ha ulteriormente devoluto le competenze alla provincia di Avellino.